# 2017年棕枝主日教堂爆炸
2017年4月9日棕枝主日，在埃及北部的尼罗河三角洲城市坦塔的圣乔治教堂與亞歷山卓的主要教堂科普特正教会圣马可主教座堂发生两起自杀式爆炸。
造成至少45人遇難，126人受傷。在襲擊之後，埃及總統阿卜杜勒-法塔赫·塞西召開了國家安全委員會，宣布埃及進入三個月緊急狀態。伊斯蘭國西奈省在網絡上聲稱對這些攻擊負責。

## 背景
2017年2月，伊斯蘭國呼籲對基督徒進行攻擊，西奈半島動亂導致越來越多基督徒逃離家園。

## 爆炸
在2017年4月9日的棕枝主日，第一起恐怖攻擊發生在坦塔的聖喬治教堂，造成27死78傷。幾小時後，第二起恐怖攻擊發生在亞歷山大的科普特正教會聖馬可主教座堂，造成17死48傷。埃及教堂一位爆炸傷患回憶道：「我坐在前排，突然間一片黑暗，完全不知道發生什麼事。幾秒鐘後，我站起來，看到四周到處都是屍體」。民營電視台播出的畫面顯示，聖喬治教堂內的白色牆壁上遍布血跡。埃及內政部表示，塔瓦德罗斯二世當時正在聖馬可主教座堂主持基督苦難主日禮拜儀式，自殺炸彈客在門口遭警方攔下，隨即引爆炸彈，塞奧佐羅斯二世安然無恙。但教會人員說，塞奧佐羅斯二世在爆炸發生前即已離開教堂。

## 傷亡
美联社报道，亚历山大的爆炸造成17死48伤。CNN报道坦帕有28人死，而美联社报道有78人伤。两起袭击总造成45死，126伤。

## 责任人
伊斯蘭國西奈省透過阿馬克新聞社網站聲稱對此次的恐怖攻擊事件負責，聲明說：「伊斯蘭國派出的小組在坦塔與亞歷山大兩座教堂發動攻擊」。

## 反應

### 埃及國內
埃及總統阿卜杜勒-法塔赫·塞西召開了國家安全委員會，宣布埃及進入三個月緊急狀態，並派出軍隊在各地重要設施部署，警方在這段期間可逕行逮捕列管的可疑分子，即使沒有證據將其起訴送審，也可拘禁最多四十五天。塞西說，受傷的人員可以在軍事醫院接受醫療護理，並表示：「我們已經發布一連串因應措施，並透過合法憲法程序，宣布埃及進入三個月緊急狀態，緊急狀態的實施是為了保護國家」。爆炸案發生後，西部省安全廳長遭埃及內政部撤換。

### 國際
亚美尼亚、澳大利亚、中国、加拿大、哥伦比亚、塞浦路斯、德国、希腊、匈牙利、法国、俄罗斯、罗马尼亚、印度、印度尼西亚、伊朗、伊拉克、以色列、日本、约旦、沙特阿拉伯、黎巴嫩、马来西亚、波兰、摩洛哥、巴基斯坦、新加坡、瑞士、土耳其和美国政府谴责袭击。
圣座收到袭击消息时，教宗方济各正在圣伯多禄广场面对数千人主持棕枝主日弥撒。原定于4月28日出访埃及的教皇，在讲话中向“兄弟”塔瓦德罗斯二世及“敬爱的埃及全体国民”表示慰问，并为死伤者祷告。普世教会协会和坎特伯雷大主教贾斯汀·韦尔比亦公开谴责袭击。尽管最近出现多起袭击，教宗出访埃及的计划依旧不变。
国际穆斯林兄弟会称袭击是“痛苦的悲剧”，“无辜者的流血是对压迫者的诅咒”，同时将袭击怪罪于2013年埃及政变后上台的现任政府。
英國廣播公司與美國聯合通訊社報導，這兩次攻擊使埃及少數基督徒又一次遭到打擊，他們占全國人口約10%，一再成為伊斯蘭極端分子的攻擊目標。